# Thảm sát trường đại học bách khoa Kerch
Vụ tấn công tại Trường Cao đẳng Bách khoa Kerch là một vụ xả súng tại trường học, xảy ra vào ngày 17 tháng 10 năm 2018 trong phòng ăn của Cao đẳng Bách khoa Kerch ở Kerch, Crimea. Trường có học sinh từ 15 đến 20 tuổi. 21 người chết (bao gồm cả thủ phạm) và 53 người bị thương, 12 người trong số họ rất nguy kịch.

## Diễn biến
Người nổ súng, Vladislav Roslyakov, đã mua súng hợp pháp vào ngày 8 tháng 9. Anh ta đã mua đạn dược tại một cửa hàng súng vào ngày 13 tháng 10.
Một số nhân chứng đã mô tả một tay súng đi lên xuống các hội trường, và bắn một cách ngẫu nhiên vào các học sinh trong trường và các giáo viên cho đến khi anh ta hết đạn. Một quả bom bọc đinh cũng đã được cho nổ, cảnh sát địa phương báo cáo rằng họ đã vô hiệu hóa thêm nhiều chất nổ trong khuôn viên trường. Một nạn nhân của vụ việc đã nói với hãng tin RIA Novosti rằng vụ nổ súng kéo dài hơn 15 phút.
Giám đốc trường đại học, Olga Grebennikoba, nói rằng tay súng đã kích nổ một thiết bị nổ trong nhà ăn của trường, và sau đó bắn bừa bãi vào các học sinh và nhân viên. Các tuyên bố trên trang web của thị trấn cho rằng vụ nổ xảy ra ở tầng một mặc dù nó xảy ra ở tầng hai. Một sinh viên là nhân chứng kể lại với các phóng viên:"Bạn tôi và tôi đang đứng bên ngoài. Rồi có một vụ nổ, tất cả các cửa sổ đều nổ tung."Một người khác nói:"Mọi người chỉ bị bắn ở lối ra. Những người chạy trốn chỉ bị bắn ở khoảng cách gần."
Một đoạn phim từ camera kiểm soát của trường được tải lên Youtube và LiveLeak sau vụ tấn công. Ban đầu nó tuyên bố rằng vụ nổ là một vụ nổ khí, nhưng sau đó nó đã được xác nhận rằng đó là một vụ đánh bom kết hợp với bắn súng. Kênh truyền hình nhà nước Nga-24 cho biết 200 nhân viên quân sự đã được điều đến địa điểm này.

## Nạn nhân
Ủy ban chống khủng bố quốc gia của Nga (ru) (NAK ), đã đưa ra một tuyên bố trong đó họ chỉ ra rằng hầu hết các nạn nhân đều là thanh thiếu niên. Theo Ủy ban điều tra, tất cả các nạn nhân đều chết vì vết thương do đạn bắn, và Bộ Y tế Crimean cho biết 37 người đã nhập viện.
| - Ksenia Boldina (17) - Vladislav Verdeborgo (15) - Victoria Demchuk (16) - Ruden Djuraev (16) - Anna Zhuravleva (19) - Alina Kerova (16) - Alexey Lavrynovich (19) - Egor Perepelkin (17) - Vladislav Lazarev (19) - Ruslan Lysenko (17) - Roman Karymov (21) | - Danil Pipenko (16) - Sergey Stepanenko (15) - Nikita Florensky (16) - Daria Tjeherest (16) - Anastasia Baklanova (26) - Svetlana Baklanova (57) - Larisa Kudryavtseva (62) - Alexander Moiseenko (46) - Lyudmila Ustenko (65) - Vladislav Roslyakov (18) (thủ phạm) |

## Thủ phạm
Các báo cáo ban đầu cho biết cuộc tấn công đã bị một học sinh năm thứ tư của trường đại học gây ra, sau đó đã tự sát trên tầng hai của tòa nhà. Các tường thuật đã sớm được xác nhận bởi NAK, mà nói rằng, sinh viên nghi vấn là Vladislav Igorevich Roslyakov 18 tuổi (tiếng Nga: Владисла́в И́горевич Росляко́в; 2 tháng 5 năm 2000 – 17 tháng 10 năm 2018). Cơ quan NAK ban đầu gọi nó là một hành động khủng bố, nhưng sau đó phân loại lại, cho tội ác là giết người hàng loạt.

## Hậu quả
Tổng thống Nga Vladimir Putin đã mô tả vụ tấn công này là một"sự kiện bi thảm"và gửi lời chia buồn đến gia đình các nạn nhân. Thủ hiến Krym do Nga bổ nhiệm Sergey Aksyonov tuyên bố sẽ có ba ngày để tang ở Crimea. Phát ngôn viên của nghị viện khu vực Vladimir Konstantinov tuyên bố rằng gia đình của các nạn nhân sẽ được nhận bồi thường tài chính, với các cuộc thảo luận sơ bộ cho thấy các khoản thanh toán sẽ là 1 triệu rúp (17140,9 đô la Mỹ) từ ngân sách liên bang và địa phương cho gia đình của mỗi nạn nhân.
Do Ukraina không công nhận việc sáp nhập Crimea của Nga vào tháng 3 năm 2014 và coi Krym là lãnh thổ của mình, Văn phòng Công tố Cộng hòa Crimea của Tổng công tố viên bắt đầu tố tụng hình sự theo điều khoản"hành động khủng bố"điều tra vụ tấn công. Tổng thống Ukraina Petro Poroshenko bày tỏ lời chia buồn với các nạn nhân ông mô tả là công dân Ukraina.